# خون و شرف (فیلم)
خون و شرف فیلمی به کارگردانی و نویسندگی ساموئل خاچیکیان محصول سال ۱۳۳۴ است.

## داستان
داستان فیلم شرح مبارزات ژاندارم‌ها بر علیه یاغیان و راهزنان است…

## بازیگران
- آرمان
- سیروس جراح‌زاده
- تهمینه
- ایرج دوستدار
- علی زندی
- اکبر خواجوی
- منصور سپهرنیا
- علی کیائی
- ویگن